# Церковь Святого Андрея (Блэкфрайерс, Лондон)
Церковь Святого Андрея (Сент-Эндрю-бай-зе-Вордроб; англ. St. Andrew-by-the-Wardrobe) — англиканская приходская церковь в районе Сити города Лондона (Великобритания), расположенная на улице Квин-Виктория-стрит, недалеко от вокзала Блэкфрайерс. Современное здание было возведено в 1695 году.

## История и описание
Церковь Святого Андрея впервые упоминается в документах, написанных около 1170 года; вероятно, храм был основан значительно раньше. В XIII веке церковь была частью замка Байнарда (Baynard’s Castle), являвшегося королевской резиденцией. В 1361 году король Англии Эдуард III перенёс свой Королевский гардероб (Royal Wardrobe; склад королевской экипировки, оружия и одежды) из лондонского Тауэра в здание к северу от церкви. Благодаря этому объединению церковь получила свое уникальное название, буквально переводящееся как «церковь Святого Андрея у Гардероба». Поэт Уильям Шекспир был членом прихода Святого Андрея в течение приблизительно пятнадцати лет, когда работал в близлежащем театре Блэкфрайарс; в его честь в церкви был воздвигнут мемориал.
Церковное здание было полностью уничтожено во время Великого лондонского пожара, в 1666 году. Из пятидесяти одной церкви, спроектированной архитектором Кристофером Реном после Великого пожара, храм Святого Андрея является одним из самых простых проектов — простой фасад из красного кирпича контрастирует с каменными зданиями по обе стороны от него. Новое здание было возведено в 1685—1695 годах.
Во время Второй мировой войны, в ходе «Блитца» 1940 года, храм был поврежден; он был восстановлен к 1961 году и повторно освящён. Оригинальное внутреннее оборудование было, в основном, разрушено во время войны. В храме регулярно проводятся воскресные службы общины Святого Грегориоса (Saint Geevargese Mar Gregorios), относящейся к Маланкарской православной церкви. Как и соседняя церковь Святого Николая на Куин-Виктория-стрит, 4 января 1950 года церковное здание Святого Андрея было внесена в список памятников архитектуры первой степени под номером 1079148 (Grade I).